# برنج تلخ
برنج تلخ (ایتالیایی: Riso Amaro) فیلمی درام به کارگردانی جوزپه د سانتیس است که در سال ۱۹۴۹ میلادی توسط لوکس فیلم ساخته و منتشر شد. تهیه‌کننده دینو د لائورنتیس و بازیگران سیلوانا مانگانو، رف ولونه، دوریس دولینگ و ویتوریو گاسمن می‌باشند. فیلم‌نامهٔ آن بر مبنای داستانی نوشته جوزپه دسانتیس و کارلو لیتزانی تهیه شده‌است.
برنج تلخ موفقیتی تجاری در اروپا و ایالات متحده به همراه داشت و با استقبال روبرو شد. این فیلم محصول مکتب نئورئالیسم ایتالیایی است. عنوان فیلم بر اساس یک جناس است؛ کلمه ایتالیایی riso می‌تواند معنی یا «برنج» یا «خنده» را بدهد؛ از این رو، Riso Amaro را می‌توان به معنی «خنده تلخ» یا «برنج تلخ» معنا کرد.
اگرچه برنج تلخ برندهٔ هیچ جایزه‌ای نشد اما نامزد دریافت جایزهٔ بهترین داستان از بیست و سومین دوره جوایز اسکار در سال ۱۹۵۰ میلادی گردید. این فیلم در سال ۱۹۴۹ میلادی به جشنواره فیلم کن راه یافت. همچنین در جمع فهرست ۱۰۰ فیلم به یاد ماندنی سینمای ایتالیا قرار گرفت.

## خلاصه داستان
«والتر» (ویتوریو گاسمن)، سارق حرفه‌ای، و دوستش «فرانچسکا» (دوریس دولینگ) ناگزیر می‌شوند در شالیزارهای دره پو خود را مخفی کنند. «سیلوانا» (سیلوانا مانگانو)، دختری برنج‌کار و مألوف به عادت‌های روستائی، که به ماهیت «والتر» و دختر همراهش پی برده، سعی می‌کند تا به هر ترفندی که شده مال مسروقه او را از چنگش بیرون بکشد، اما در درگیری مسلحانه نخست «والتر»، را به قتل می‌رساند و سپس پشیمان از این اقدام، دست به خودکشی می‌زند...
طرح داستانی فیلم در فصل برنج‌کاری پیش می‌رود و در نخستین بخش آن، کارگردان بر محیطی که زنان برنج‌کار در آن پرورده شده‌اند و دلبستگی‌های آنان؛ تأکید می‌کند تا سختی‌های کار در شالیزارها و چپاول نیروی ارزان انسانی را برجسته‌تر کرده باشد. بیجارهای برنج، بیجارکارها و همدردی آنان با هم، شرایط سخت کار در مزارع برنج ناگهان جای خود را بیک درام عشقی خصوصی که نمی‌تواند جز برای عده‌ای معدود، نفعی جهت اجتماع داشته باشد، می‌سپارد.

## بازیگران
- ویتوریو گاسمن - والتر
- دوریس دولینگ - فرانچسکا
- سیلوانا مانگانو - سیلوانا
- رف ولونه - مارکو
- ککو ریسونه - آریستیده
- نیکو پپه - بپه
- آدریانا سیویری - چلسته
- لیا کورلی - آملیا
- ماریا گراتسیا فرانچا - گابریلا
- آنا مائستری - ایرنه
- کارلو ماتسارلا - جانتو

## دوبله فارسی
برنج تلخ نخستین فیلم شیوهٔ نئورئالیسم است که شش سال بعد از تهیه آن به ایران آمده و توسط مؤسسه «داریوش فیلم» دوبله این فیلم انجام شد.